# Isaac Clason
Isaac Clason, född 1710 och död 1772, var en svensk grosshandlare och politiker, av släkten Clason.
Clason var en inflytelserik medlem av hattpartiet och ledamot av borgarståndet vid riksdagarna 1755–56 och 1760–62. Han var en ivrig talesperson för tidens ekonomiska expansionspolitik. Clason var ivrigt invecklad i det Königska växelkontorets affärer, och blev efter systemskiftet 1765 ställd inför rätta för sitt deltagande i detta, tvingades i konkurs och lämnade under några år Sverige. Då hattarna på nytt kom till makten 1769 erhöll han ansvarsfrihet och hans konkurs avskrevs. Hans affärer kom dock aldrig att återhämta sig.
Isaac Clason var son till Johan Clason, far till Isaac Gustaf Clason d.ä. och farfarsfar till anatomen Edward Clason.